# Gelis alegininus
Gelis alegininus là một loài tò vò trong họ Ichneumonidae.